# امپراتور گابلین
امپراتور گابلین (انگلیسی: The Goblin Emperor) یک رمان فانتزی است که توسط نویسنده آمریکایی سارا مونت با نام مستعار کاترین آدیسون در سال ۲۰۱۴ نوشته شده‌است. این رمان جایزه لوکوس برای بهترین رمان فانتزی دریافت کرد و نامزد جوایز نبیولا، هوگو و جهانی فانتری شد.